# ソースせんべい

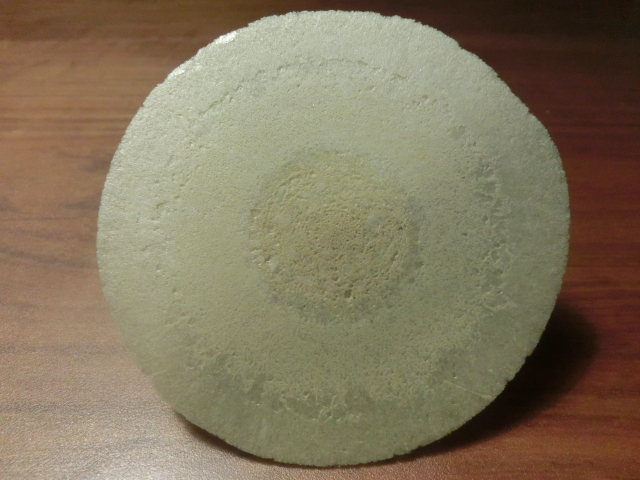
ソースせんべい

ソースせんべいは、日本の駄菓子の一つで、小麦粉、コーンスターチ、脱脂粉乳、甘味料などを混ぜて焼いて作られた煎餅。

## 概要
メーカーによっては「花丸せんべい」「ミルクせんべい」などと呼ばれるが、1970年代の駄菓子屋では赤いパンダの印がデザインされた通称「赤パンダ印」の五十鈴製菓（埼玉県川口市）のソースせんべいが定番であった。脱脂粉乳の使用は花丸せんべいのメーカーである花丸本舗（神奈川県横浜市）が1948年（昭和23年）に、当時の食糧難に際して子供たちの栄養を考慮して発案したもので、栄養豊富として好評を得た。

## 主な食し方
単品ではあっさりした味でやや物足りないため、ソース、ジャム、蜂蜜、水飴などを塗って食べることが多く、中でも梅ジャムを塗ることが定番であった。街頭紙芝居に付き物の駄菓子としても定番であり、昭和40年代の下町では紙芝居用のせんべいが盛んに作られていた。当時は紙芝居師が、せんべい1枚1枚にソースを塗って子供たちに売っていた。

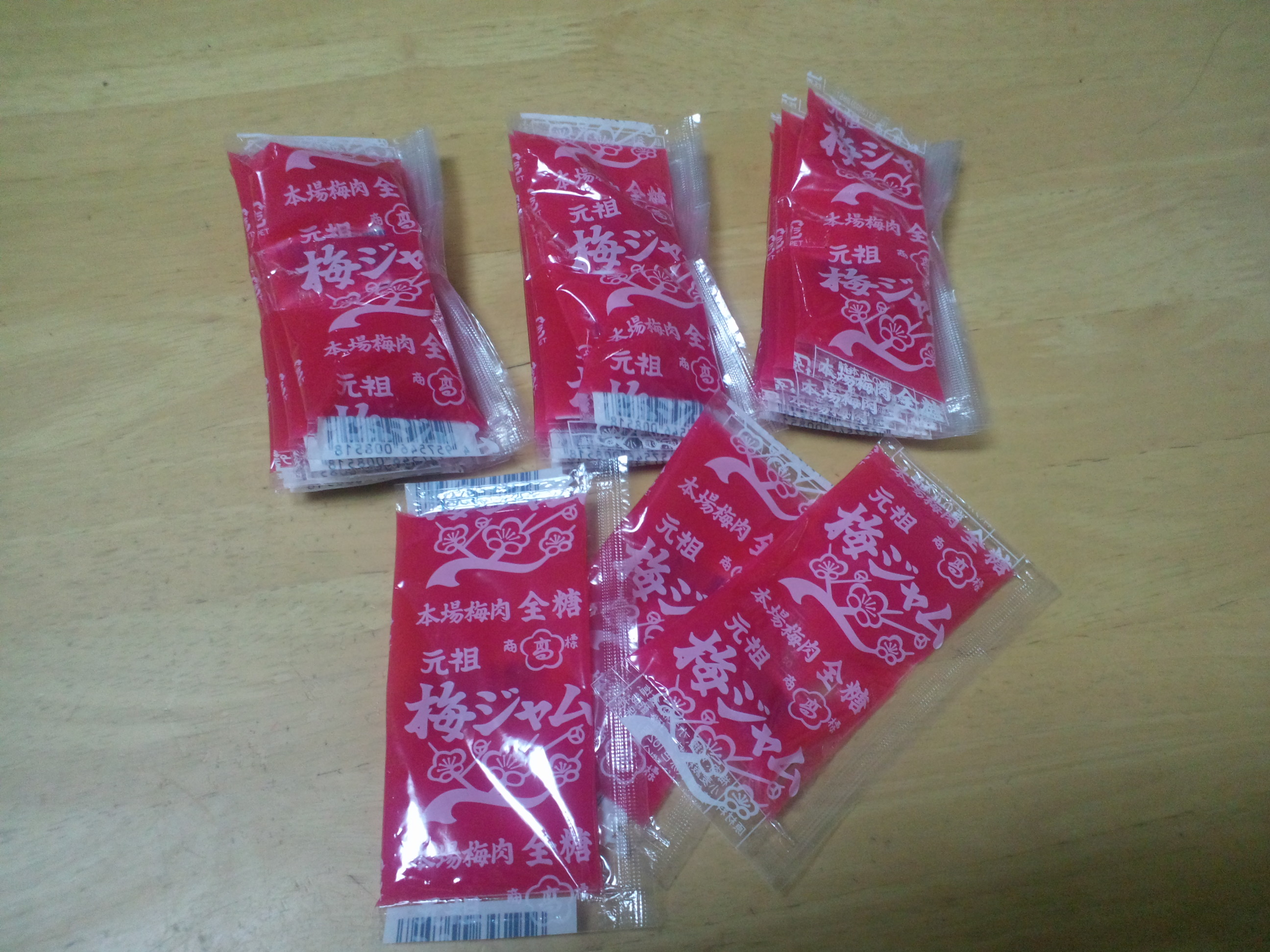
梅の花本舗の梅ジャム
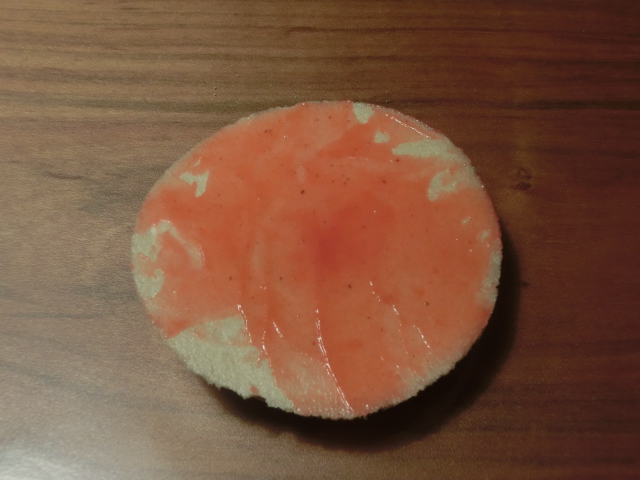
梅ジャムを塗ったソースせんべい
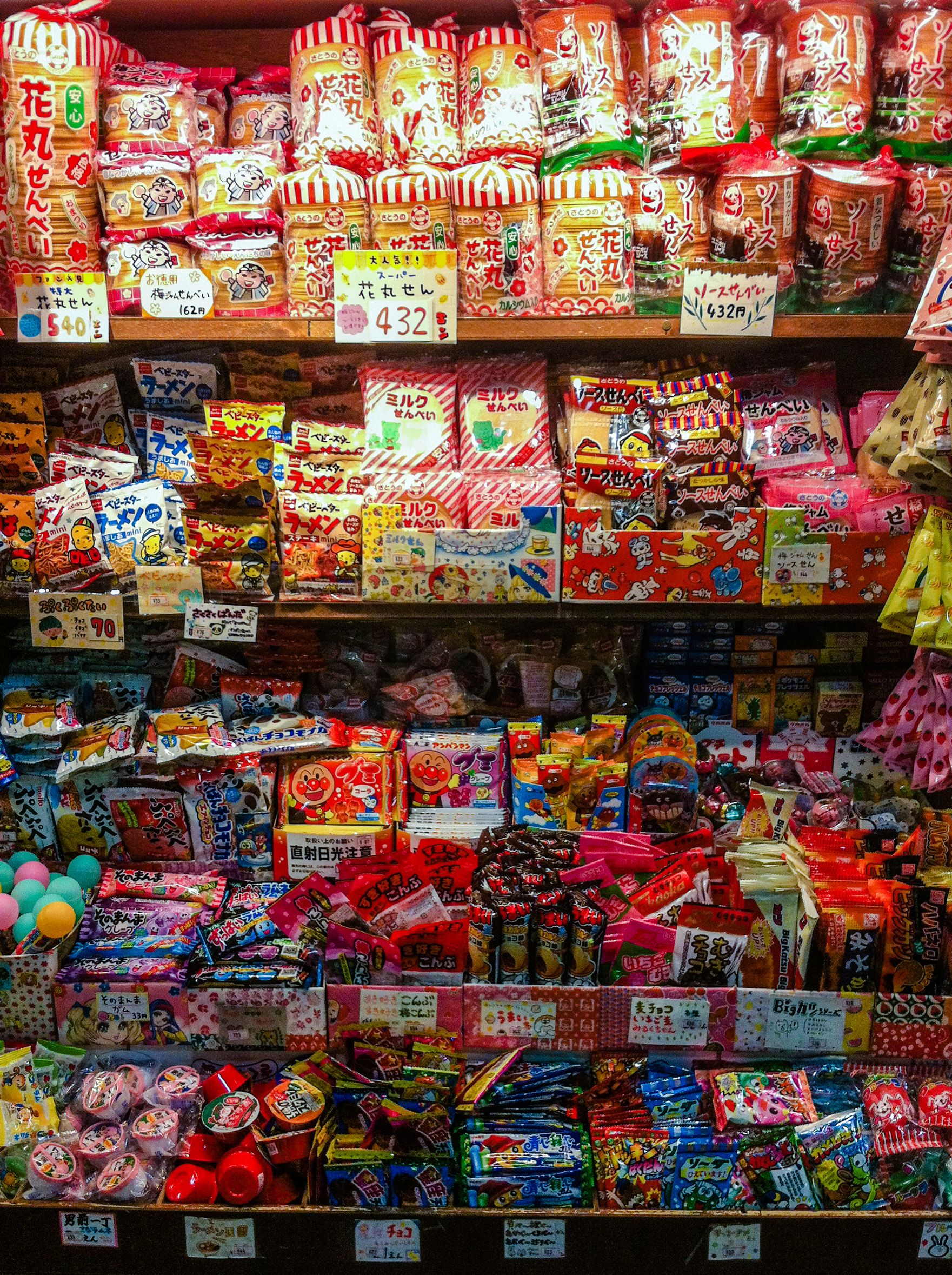
「花丸せんべい」「ミルクせんべい」などが詰まれた菓子棚
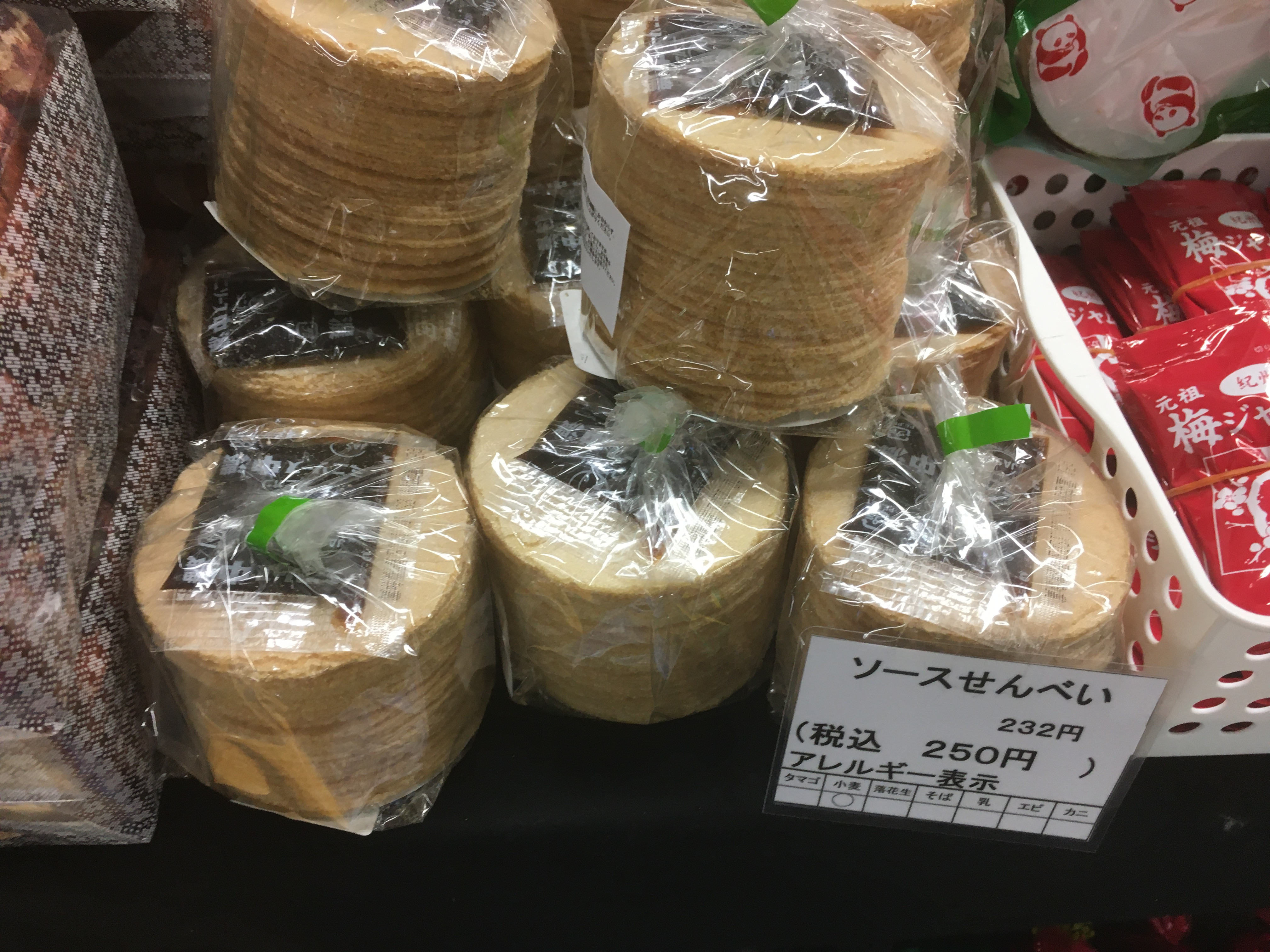
ソースとセットで売られているソースせんべい

## 小売形態
駄菓子屋では、主に小袋に入れられて袋入りのソースとセットで売られているが、90枚から180枚入りの大量パック売りが主流となっている。縁日の屋台でも人気であり、贅沢な高級菓子類の氾濫している現代だからこそ、素朴な味に子供たちが惹かれているようである。

## 応用
なお食品以外の利用として、東京都立品川ろう学校教諭・堀田勝俊が聾児への音声教育として、ソースせんべいの欠片を上顎に貼って発声時の舌の位置を確認させる「ウエーファ・メソッド」と呼ばれる方法を考案しており、音声教育において良く知られている。